# جمهورية فورموزا
جمهورية تايوان (بالصينية: 台湾民主国 تايوان مينزغو) كما يطلق عليها اسم جمهورية فورموسا كانت جمهورية دامت لفترة قصيرة على جزيرة تايوان في عام 1895 بين تنازل سلالة تشينغ الصينية عن تايوان إلى إمبراطور اليابان بموجب معاهدة شيمونوسيكي إلى حين وصول القوات اليابانية وبداية الحكم الياباني. يعتبر بعض المؤرخين أن هذه الجمهورية هي من أوائل الجمهوريات في قارة آسيا.
تم إعلان الجمهورية من قبل بعض موظفي حكومة تشينغ السابقة بأمل منع حصول اليابان على السيطرة في تايوان، حيث فرَّ معظم هؤلاء من جزيرة تايوان مع دخول القوات اليابانية. في 24 مايو 1895 تم توزيع نسخة باللغة الإنكليزية من إعلان الجمهورية على السفارات في الجزيرة، تلاه حفل رسمي في اليوم التالي.
على الرغم من تشابه الأسماء يجب عدم الخلط بين هذه الجمهورية وجمهورية تايوان (التي تعتبر جزءاً من حركة استقلال تايوان).